# Consignation

## Droit

### Droit français
- En droit français, la consignation est une mesure provisoire qui place un objet dans les mains d'une autre personne sans en transférer la propriété. Elle est régie en France par le code civil ainsi que d'autres textes légaux.
- La consignation est une mission d’intérêt général de la Caisse des Dépôts qui consiste à recevoir des fonds, les conserver et les restituer aux personnes bénéficiaires.
- La consignation provisoire était une mesure d'internement administratif en France de 1939 à 1945[1].

### Droit québécois
En droit québécois, la consignation est un dépôt d'argent entre les mains d'un officier public lorsque le créancier ne veut pas ou ne peut pas recevoir le paiement qui lui est offert. Cela est prévu aux articles 1583 et suivants du Code civil du Québec.

### Common law
Le Comité d'uniformisation des règles de procédure civile du Programme national de l'administration de la justice dans les deux langues officielles (PAJLO) affirme qu'en common law, une bonne traduction anglaise du terme français  « consignation » serait « payment into court  », dans le contexte du Nouveau-Brunswick notamment.